# Aconitum hemsleyanum
Aconitum hemsleyanum är en ranunkelväxtart som beskrevs av Ernst Georg Pritzel och Friedrich Ludwig Diels. Aconitum hemsleyanum ingår i släktet stormhattar, och familjen ranunkelväxter.

## Underarter
Arten delas in i följande underarter:
- A. h. atropurpureum
- A. h. chingtungense
- A. h. circinatum
- A. h. elongatum
- A. h. hsiae
- A. h. lasianthum
- A. h. pilopetalum
- A. h. puberulum
- A. h. unguiculatum
- A. h. xizangense